# Wojciech Wiśniewski (agronom)
Wojciech Wiśniewski (zm. 30 maja 2015) – polski agronom, prof. zw. dr UTP.

## Życiorys
W 1952 ukończył studia na Uniwersytecie im. Adama Mickiewicza, w 1989 uzyskał tytuł profesora nauk rolniczych. Pracował w Katedrze Chemii Rolnej na Wydziale Rolniczym Akademii Technicznej i Rolniczej im. J. J. Śniadeckich w Bydgoszczy.